# PROTECT Act of 2003
Le PROTECT Act of 2003 est une législation des États-Unis, promulguée le 30 avril 2003, visant à lutter contre les maltraitances sur mineurs et faciliter les enquêtes et les poursuites contre les auteurs de crimes violents contre des enfants,. « Protect » est un acronyme de Prosecutorial Remedies and Other Tools to end the Exploitation of Children Today.
Le PROTECT Act inclut le Truth in Domain Names Act (TDNA) de 2003 (à l'origine, il s'agissait de deux projets de loi différents, proposés par Orrin Hatch et Mike Pence).

## Contenu de la loi
La loi produit les effets suivants, : 
- Peine obligatoire d'emprisonnement à perpétuité pour les auteurs d'infractions sexuelles condamnés pour des atteintes contre les mineurs, si le délinquant a déjà été condamné pour agression sur un mineur, avec quelques exceptions.
- Créer un programme pour que les organisations bénévoles aient accès aux antécédents pénaux.
- Autoriser la mise sur écoute et la surveillance des communications dans toutes les affaires relatives aux maltraitances sur mineurs ou aux enlèvements d'enfants.
- Éliminer les prescriptions en cas d'enlèvement d'enfant ou de maltraitance sur un mineur.
- Interdire la libération avant procès des personnes accusées de certaines infractions contre ou concernant des enfants.
- Nommer un coordinateur national à l'Alerte AMBER.
- Mise en application de la « Loi de Suzanne » (Suzanne's Law). Ce nom renvoie à la Suzanne Lyall (en), une étudiante de 19 ans à l'Université d'État de New York à Albany, qui a disparu en 1998[5] ; la loi supprime le délai d'attente avant que les organismes chargés de l'application des lois ne commencent leur enquête sur les personnes disparues quand elles ont entre 18 et 21 ans. Les rapports sur les disparitions sont aussi rédigés par le National Crime Information Center (en).
- Interdire la pédopornographie créée par informatique quand cette image ne peut se différencier de celle d'un mineur participant à des activités explicitement sexuelles.
- Interdire les dessins et les sculptures, ainsi que les images montrant les dits dessins et sculptures, quand ils montrent des mineurs dans des situations correspondant au test de Miller en termes d'obscénité, ou quand elles montrent des mineurs impliqués dans des actes sexuels considérés comme obscènes.
- Autoriser les amendes et/ou les peines d'emprisonnement jusqu'à 30 années pour les citoyens ou résidents américains qui s'engagent dans des comportements sexuels illicites à l'étranger. Aux fins de cette législation, les comportements sexuels illicites désignent les prestations sexuelles tarifées ou des abus sexuels commis contre toute personne de moins de 18 ans, ou toute relation sexuelle avec une personne de moins de 16 ans[2],[6],[7],[8],[9],[10].

Le PROTECT Act inclut des interdictions concernant les illustrations obscènes qui montrent de la pédopornographie, y compris quand les images sont créées par ordinateurs ; cette disposition est surnommée pédopornographie virtuelle,,. Des clauses antérieures sur l'interdiction de pédopornographie figuraient dans le Child Pornography Prevention Act of 1996 (en) mais la Cour suprême des États-Unis les avaient déclarées inconstitutionnelles dans son arrêt Ashcroft v. Free Speech Coalition en 2002.
La loi est signée par le président des États-Unis George W. Bush le 30 avril 2003.